# Parque Cerro del Tío Pío
Parque Cerro del Tío Pío är en park i Spanien.   Den ligger i provinsen Provincia de Madrid och regionen Madrid, i den centrala delen av landet, i huvudstaden Madrid. Parque Cerro del Tío Pío ligger 666 meter över havet.
Terrängen runt Parque Cerro del Tío Pío är platt. Runt Parque Cerro del Tío Pío är det mycket tätbefolkat, med 4 670 invånare per kvadratkilometer. Närmaste större samhälle är Madrid, 4,5 km nordväst om Parque Cerro del Tío Pío. Runt Parque Cerro del Tío Pío är det i huvudsak tätbebyggt.